# 16 Virginis
16 Virginis, som är stjärnans Flamsteed-beteckning, är en ensam stjärna i den mellersta delen av stjärnbilden Jungfrun, som också har Bayer-beteckningen c Virginis. Den har en genomsnittlig skenbar magnitud på ca 4,96 och är svagt synlig för blotta ögat där ljusföroreningar ej förekommer. Baserat på parallaxmätning inom Hipparcosuppdraget på ca 10,6 mas, beräknas den befinna sig på ett avstånd på ca 308 ljusår (ca 94 parsek) från solen. Den rör sig bort från solen med en heliocentrisk radialhastighet på ca 37 km/s och är en IAU-standardstjärna för radiell hastighet. Stjärnan har en relativt stor egenrörelse och förflyttar sig över himlavalvet med en hastighet av 0,301 bågsekunder per år. 

## Egenskaper
16 Virginis är en orange till gul jättestjärna av spektralklass K0.5 IIIb Fe−0.5, där suffixnoten anger ett svagt överskott av järn i spektrumet. Den ingår i röda klumpen, vilket betyder att den befinner sig på horisontella jättegrenen och genererar energi genom termonukleär fusion av helium i dess kärna. Den har en massa som är ca 1,6 solmassor, en radie, som baserat på uppmätt vinkeldiameter av 1,74 ± 0,02 mas efter korrigering för randfördunkling, är ca 16 solradier  och utsänder ca 132 gånger mera energi än solen från dess fotosfär vid en effektiv temperatur på ca 4 400 K.
16 Virginis är en misstänkt variabel, som varierar mellan visuell magnitud +4,94 och 4,99 utan någon fastställd periodicitet.